# Jonathan Rieckmann
Jonathan Rieckmann (Blumenau, 20 de agosto de 1987) é um atleta brasileiro da marcha atlética.
Integrou a delegação que disputou os Jogos Pan-Americanos de 2011 em Guadalajara, no México. Era o líder do ranking brasileiro de 2011 nos 50 quilômetros, com o tempo de 4h12min22s – também sua melhor marca, estabelecida em Taicang, na China.
Participou da marcha atlética de 50 quilômetros nos Jogos Olímpicos do Rio em 2016, e ficou em 29.° lugar.